# Mike Büskens
Michael « Mike » Büskens, né le 19 mars 1968 à Düsseldorf, est un ancien footballeur allemand devenu entraîneur.

## Biographie
Mike Büskens commence à jouer au football dans les équipes de jeunes du DSC Alemannia Düsseldorf, de 1974 à 1981, avant de rejoindre le Fortuna Düsseldorf. De 1986 à 1987 il joue au VfL Benrath avant de revenir au Fortuna Düsseldorf. Le 18 février 1989, il y fait ses débuts professionnels en deuxième division allemande contre Schalke 04. En fin de saison il monte en Bundesliga avec Fortuna Düssseldorf, après cinq saisons dans ce club il rejoint le 
FC Schalke 04 en 1992.
Commence alors sa meilleure période de joueur, avec une Coupe UEFA en 1997, et deux  Coupes d'Allemagne en 2001 et 2002. Lors des matchs retours de la saison 1999-2000 il est prêté au MSV Duisbourg mais après la relégation du club en deuxième division il retourne à Schalke.
Lors de la saison 2002-2003, Büskens est co-entraîneur joueur de l'équipe réserve de Schalke, pour des raisons de santé il arrête sa carrière de joueur à la mi-saison 2003-2004, jusqu'en 2005 il subira dix opérations au genou, ensuite il subira une septicémie.
En 2005, il prend le poste d'entraîneur de la deuxième équipe de Schalke, le 13 avril 2008 il prend les commandes de l'équipe première avec Youri Mulder. En fin de saison 2007-2008, le duo Büskens-Mulder retourne avec l'équipe réserve, et assiste le nouvel entraîneur, Fred Rutten. Après le licenciement de Rutten en mars 2009, le duo rejoint par Oliver Reck, ancien gardien de Schalke, reprend les commandes de l'équipe première jusqu'à l'arrivée du nouvel entraîneur, Felix Magath. Comme Magath arrive à Schalke avec ses assistants du VfL Wolfsburg, Büskens quitte le club en fin de saison 2008-2009.
Le 27 décembre 2009, Büskens est nommé entraîneur de Greuther Fürth, qui joue en deuxième division. En 2012, le club monte la première fois en Bundesliga, le contrat de Mike Büskens est prolongé jusqu'en 2013. Le 20 février 2013, Büskens est licencié, le club étant dernier au classement.
Avant la saison 2013-2014, Büskens revient dans son club formateur, le Fortuna Düsseldorf, qui joue en deuxième division. Mais à la suite des mauvais résultats de l'équipe il est renvoyé en novembre. En février 2015, il retourne au Greuther Fürth qu'il peut sauver de la relégation de la deuxième division, mais son contrat n'est pas prolongé.
Le 7 juin 2016, il débute au Rapid Vienne mais est rapidement licencié après seulement deux victoires en dix rencontres.
En mars 2019, Büskens devient co-entraîneur par intérim avec Huub Stevens, jusqu'en fin de saison, à Schalke 04.

## Palmarès

### Joueur
- Champion de 2ème Division allemande avec le Fortuna Düsseldorf en 1989.
- Vainqueur de la Coupe UEFA avec Schalke 04 en 1997.
- Vainqueur de la Coupe d'Allemagne avec Schalke 04 en 2001 et 2002.

### Entraîneur
| Greuther Fürth (1)                                    | Schalke 04 (1)                                        |
| ----------------------------------------------------- | ----------------------------------------------------- |
| - Championnat d'Allemagne de D2 (1) - Champion : 2012 | - Championnat d'Allemagne de D2 (1) - Champion : 2022 |